# NOLR-1

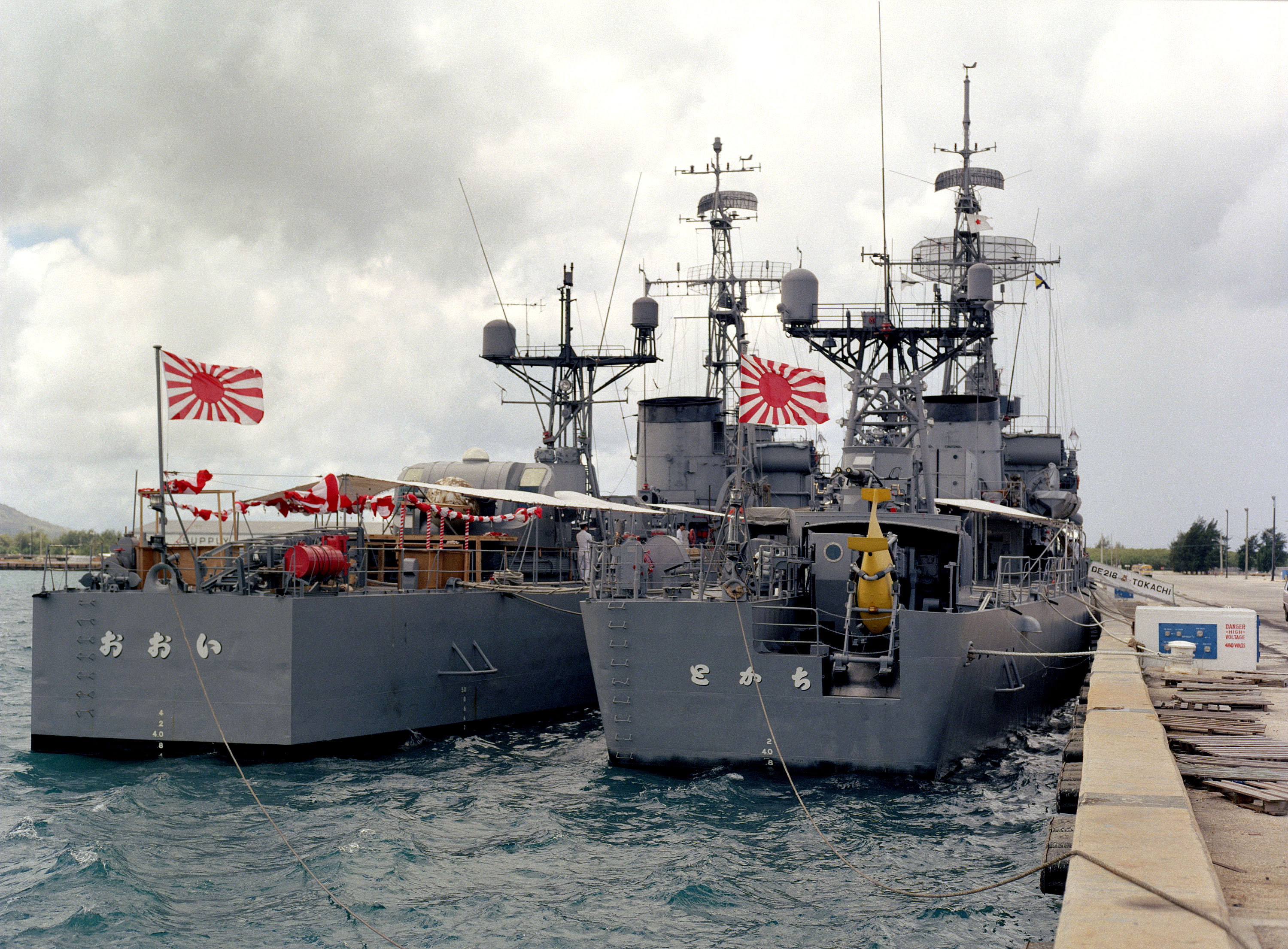
「おおい」、「とかち」。いずれも後部マスト上にNOLR-1（2つのドーム）を搭載しているが、「とかち」では改良型のNOLR-1Bとなっている

NOLR-1は、海上自衛隊の電波探知装置（ESM）。メーカーは日本電気。

## 概要
海上自衛隊の黎明期には電子戦への関心は薄く、また連合国軍占領下の日本ではマイクロ波やレーダーの研究開発を禁止されていたこともあって、電子戦装置の開発は試行錯誤となった。初の護衛艦であるはるかぜ型（28DD）および駆潜艇であるかり型（29PC）では、OLR-3(A)が開発されて搭載されたが、資料・技術ともに乏しかったことから、性能的には非常に限定的なものであった。また続くうみたか型（32PC）ではOLR-4、みずとり型（33PC）ではOLR-4Bが搭載された。
その後、第1次防衛力整備計画の2年目にあたる昭和34年度で、MSA協定に基づく軍事援助計画（MAP）によってAN/BLR-1を入手した。BLRのいち文字目の「B」は潜水艦用を意味し、受信周波数帯域はVHFからXバンドまでのフルバンドであった。この装置の取り扱いのため、電子整備幹部や上級海曹は、サンフランシスコ湾のトレジャーアイランド海軍基地に設置されていたET（電子整備員）スクールに派遣されて、海自の専修科課程相当の教育を受けていた。これらの留学生が持ち帰った資料は、第1術科学校などにおいて、海上自衛隊全体の電子戦の術科能力を向上させていった。
そしてAN/BLR-1に相当する国産機として開発されたのがNOLR-1であり、いすず型（34DE）より装備化された。探知・受信方式はAN/BLR-1とほぼ同様であったが、オペレータサイドからの評価としてはAN/BLR-1のほうが良好だった。またNOLR-1を元に、機能を一部削除して小型化を図ったNOLR-2も開発され、うみたか型3番艇として昭和36年度計画で建造された「わかたか」で装備化された。
その後、昭和39年度からは、改良型のNOLR-1Bが装備化された。この回路構成および仕様等はBLR-1とおおむね同様で、同調方式は機械式の共振空洞（Tuned Cavity）方式、フロントエンドはクリスタル直接検波方式であった。電子管や主要回路なども安定し、部隊使用に耐える信頼性を実現して、第3次防衛力整備計画末にあたる昭和45年度計画艦まで搭載された。

## 搭載艦
- あやなみ型前期型（30DDK） - NOLR-1を後日装備[6]
- むらさめ型前期型（31DDA） - NOLR-1を後日装備[6]
- いすず型（34DE） - NOLR-1[1][7]
- やまぐも型前期型（37DDK） - NOLR-1B[8][注 2]
- 「もちづき」（40DDA） - NOLR-1B[1][注 3]
- みねぐも型（40～42DDK） - NOLR-1B[10]
- ちくご型前期型（42～44DE） - NOLR-1B[11]